# Markus Orths

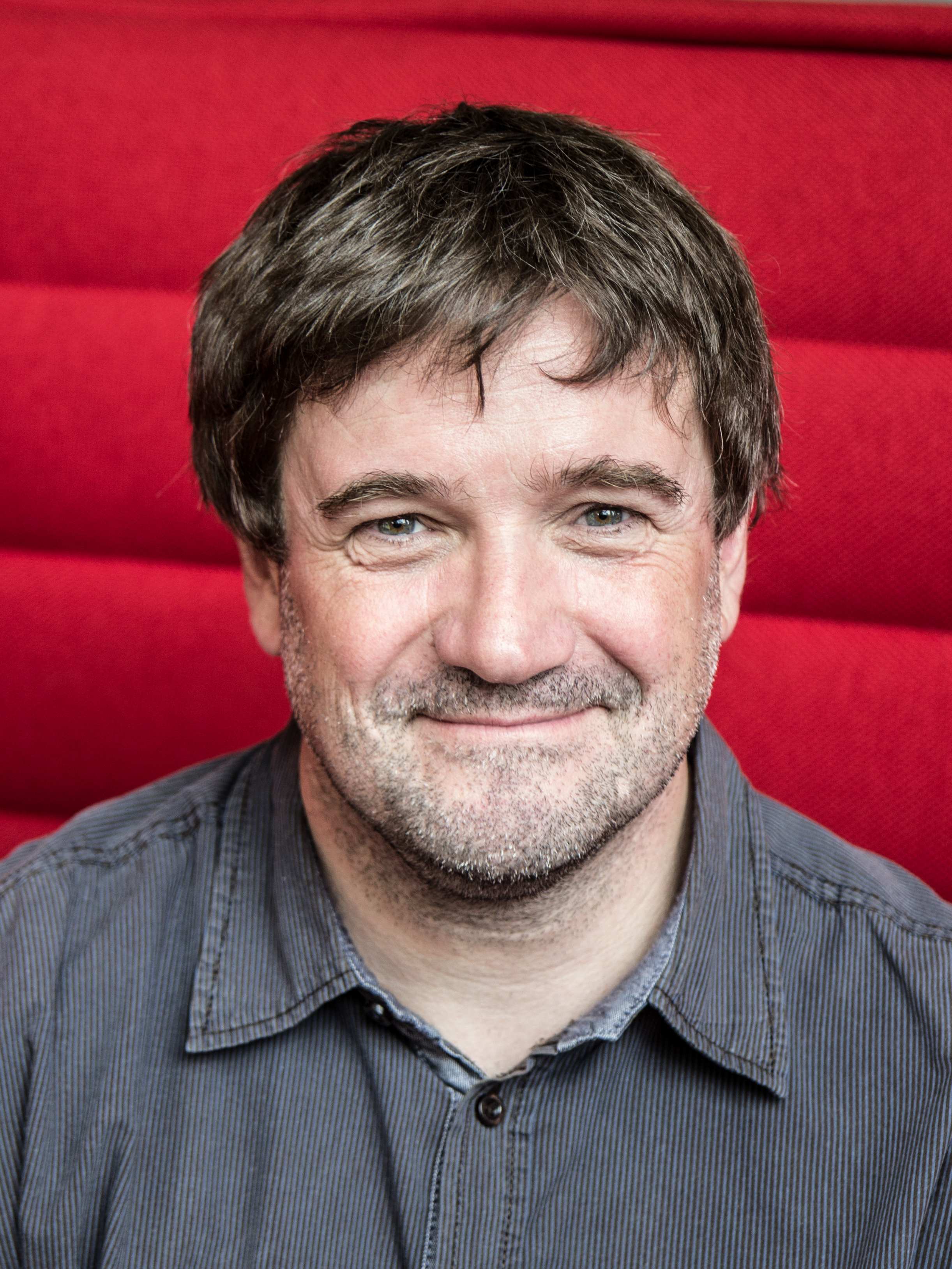
Markus Orths beim Hausacher Leselenz 2015

Markus Orths (* 21. Juni 1969 in Viersen) ist ein deutscher Schriftsteller.

## Leben
Orths studierte Romanistik, Englisch und Philosophie an der Universität Freiburg. Er war als Lehrer am Werner-Heisenberg-Gymnasium in Göppingen tätig.
Als Autor veröffentlichte er den Roman Lehrerzimmer. 2005 erschien der auf einem historischen Stoff basierende Roman Catalina.
Orths war Redakteur der vom Bundesverband junger Autoren und Autorinnen herausgegebenen Literaturzeitschrift Konzepte. Er leitete Werkstätten zum literarischen Schreiben an der Bundesakademie für kulturelle Bildung Wolfenbüttel und im Literarischen Zentrum Göttingen. Seine Romane wurden in mehrere Sprachen übersetzt. Sein Roman Das Zimmermädchen kam als  Verfilmung 2015 unter dem Titel Das Zimmermädchen Lynn in die Kinos. Orths übernahm 2017/18 die 36. Paderborner Poetikdozentur und 2018 die 31. Poetikprofessur an der Otto-Friedrich-Universität Bamberg. Neben seinen Erzählungen und Romanen veröffentlicht Orths Hörspiele und Kinderbücher.

## Werke

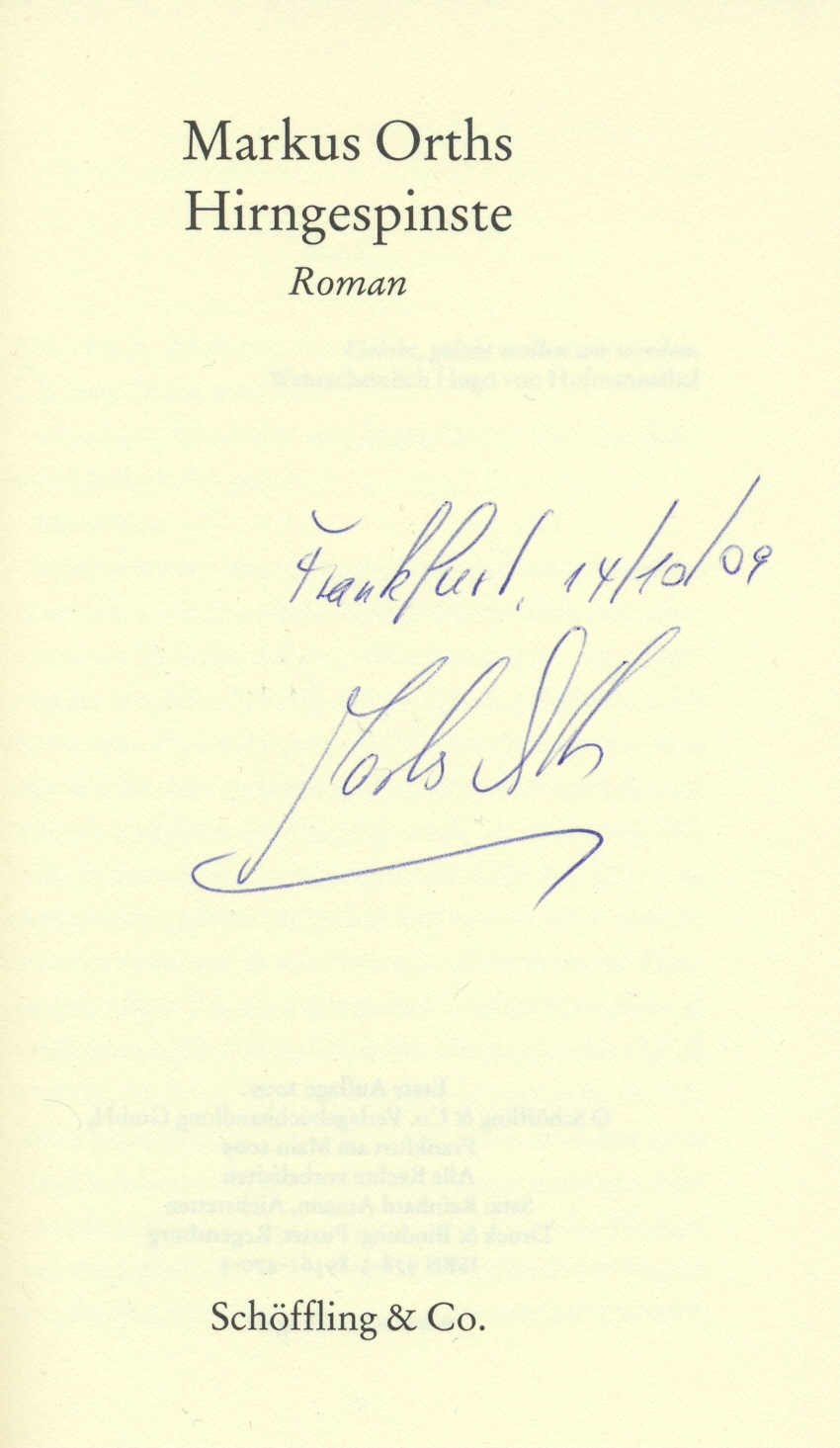
Autograph

- Schreibsand. Erzählungen. edition sisyphos, Köln 1999, ISBN 3-928637-27-4.
- Wer geht wo hinterm Sarg? Erzählungen. Schöffling & Co., Frankfurt am Main 2001, ISBN 3-89561-093-3.
- Corpus. Roman. Schöffling & Co., Frankfurt am Main 2002, ISBN 3-89561-094-1.
- Lehrerzimmer. Roman. Schöffling & Co., Frankfurt am Main 2003, ISBN 3-89561-095-X.
- Catalina. Roman. Schöffling & Co., Frankfurt am Main 2005, ISBN 3-89561-097-6.
- Fluchtversuche. Erzählungen. Schöffling & Co., Frankfurt am Main 2006, ISBN 3-89561-098-4.
- Nach dem Ende. Matussek, Nettetal 2006, ISBN 3-920743-85-7.
- Das Zimmermädchen. Roman. Schöffling & Co., Frankfurt am Main 2008, ISBN 978-3-89561-099-8.
- Hirngespinste. Roman. Schöffling & Co., Frankfurt am Main 2009, ISBN 978-3-89561-470-5.
- Die Tarnkappe. Roman. Schöffling & Co., Frankfurt am Main 2011, ISBN 978-3-89561-471-2.[2]
- Irgendwann ist Schluss. Erzählungen. Schöffling & Co., Frankfurt am Main 2013, ISBN 978-3-89561-472-9.
- Lovegames – Satire über das Singledasein und Reality-Shows. Hörspiel, WDR 2013[3]
- Alpha & Omega. Apokalypse für Anfänger. Roman. Schöffling & Co., Frankfurt am Main 2014, ISBN 978-3-89561-473-6.
- Es gibt mich nicht. Kurzgeschichten. Literatur-Quickie, Hamburg 2015, ISBN 978-3-945453-12-4.
- Wer auch immer – Mord im Abseits der Gesellschaft. Hörspiel, WDR 2015[4]
- Max. Roman. Hanser, München 2017, ISBN 978-3-446-25649-1.
- Requiem. Fortwährende Wandlung (mit Marlen Schachinger, Michael Stavarič). Septime, Wien 2017, ISBN 978-3-902711-71-7.
- Aber sonst geht es mir gut. Gesammelte Humoresken. Ars vivendi, Cadolzburg 2018, ISBN 978-3-86913-853-4.
- Der bescheidenste Autor der Welt. Königshausen & Neumann, Würzburg 2019, ISBN 978-3-8260-6795-2.
- Picknick im Dunkeln. Roman. Hanser, München 2020, ISBN 978-3-446-26570-7.
- Picknick im Dunkeln. Hörspiel, HR 2022[5]
- Ewig währt am längsten – Tante Ernas letzter Tanz (Neues aus Niederkrüchten, Band 1). Roman. dtv, München 2022, ISBN 978-3-423-29001-2.
- Mary & Claire. Roman. Hanser, München 2023, ISBN 978-3-446-27621-5.
- Ewig währt am längsten – Der Pastor und das letzte Hemd (Neues aus Niederkrüchten, Band 2). Roman. dtv, München 2023, ISBN 978-3-423-28361-8.

### Kinderbücher
- Billy Backe aus Walle Wacke. Ravensburger, Ravensburg 2015, ISBN 978-3-473-36895-2.
- Das Zebra unterm Bett. Moritz Verlag, Frankfurt am Main 2015, ISBN 978-3-89565-310-0.
- Billy Backe und Mini Murmel. Ravensburger, Ravensburg 2016, ISBN 978-3-473-36940-9.
- Der reichste Junge der Welt. Moritz, Frankfurt am Main 2018, ISBN 978-3-89565-360-5.
- Das große Buch von Billy Backe. Ravensburger, Ravensburg 2018, ISBN 978-3-473-40828-3.
- Luftpiraten. Ueberreuter, Berlin 2020, ISBN 978-3-7641-5155-3.
- Luftpiraten – Im Himmel ist die Hölle los. Ueberreuter, Berlin 2021, ISBN 978-3-7641-5210-9.
- Ein Elefant macht Handstand (mit Lola Orths). Moritz, Frankfurt am Main 2021, ISBN 978-3-89565-408-4.
- Baddabamba und die Insel der Zeit. Ueberreuter, Berlin 2022, ISBN 978-3-7641-5208-6.
- Billy Backe und der Wilde Süden. Ravensburger, Ravensburg 2022, ISBN 978-3-473-51132-7.
- Crazy Family – Die Hackebarts räumen ab! Loewe, Bindlach 2023, ISBN 978-3-7432-1217-6.
- Billy Backe und der Lachende Drache. Ravensburger, Ravensburg 2023, ISBN 978-3-473-40862-7.

## Verfilmungen
- 2015: Das Zimmermädchen Lynn (Regie: Ingo Haeb)

## Auszeichnungen
- 2000: Moerser Literaturpreis
- open mike 2000 der Literaturwerkstatt Berlin
- 2001: Stadtschreiber von Schwaz (2001)
- 2002: Förderpreis zum Literaturpreis der Stadt Marburg
- 2002: Irseer Pegasus
- 2003: Limburg-Preis der Stadt Bad Dürkheim
- 2003: Förderpreis des Landes Nordrhein-Westfalen für junge Künstlerinnen und Künstler
- 2006: Stipendium des Heinrich-Heine-Hauses der Stadt Lüneburg
- 2006: Sir Walter Scott-Preis, Goldener Lorbeer des Autorenkreises Historischer Roman Quo Vadis
- 2008: Telekom-Austria-Preis beim Ingeborg-Bachmann-Preis
- 2009: Niederrheinischer Literaturpreis der Stadt Krefeld[6]
- 2011: Phantastik-Preis der Stadt Wetzlar für Die Tarnkappe
- 2012: Prix Théâtre 13 für Femme de Chambre
- 2012: Stückewettbewerb des Theaters Baden-Baden für Die Entfernung der Amygdala
- 2015: Deutscher Science-Fiction-Preis
- 2019: Jahresstipendium Deutscher Literaturfonds e. V.

### Porträt, Interview
- Markus Orths im Porträt, Titel-Magazin (25. April 2005)
- Am Schreibtisch liege ich unter dem Bett der Menschen (Memento vom 4. Februar 2009 im Internet Archive) Interview mit Markus Orths in der Online-Kulturzeitschrift Schauinsblau.de